# Alexander Blonz
Alexander Christoffersen Blonz (französisch Alexandre, * 17. April 2000 in Clamart, Frankreich) ist ein norwegischer Handballspieler. Der 1,87 m große linke Außenspieler spielt seit 2023 für den dänischen Verein Aalborg Håndbold und steht im Aufgebot der norwegischen Nationalmannschaft.

## Karriere

### Verein
Alexander Blonz war ab 2016 für die erste Herrenmannschaft von Viking HK Stavanger, die 2017 ohne ihn aus der zweiten norwegischen Liga abstieg, einsatzberechtigt. In der Saison 2017/18 trug er mit 103 Treffern in 23 Spielen zum Wiederaufstieg in die 1. divisjon bei. Auch in der Saison 2018/19 gehörte er mit 124 Toren in 22 Spielen zu den besten Torschützen der Liga. 2019 wechselte der Rechtshänder folgerichtig zum Serienmeister Elverum Håndball, mit dem er 2020 und 2021 norwegischer Meister sowie 2020 auch Pokalsieger wurde. In der EHF Champions League 2019/20 und 2020/21 schied man in der Gruppenphase aus, Blonz konnte mit 57 bzw. 50 Toren in je 14 Spielen größere Vereine auf sich aufmerksam machen. Zur Saison 2021/22 unterschrieb er daraufhin beim ungarischen Meister Pick Szeged. Mit Szeged gewann er 2022 die ungarische Meisterschaft. Zur Saison 2023/24 unterzeichnete er einen Zweijahresvertrag beim dänischen Erstligisten GOG. Ab 2025 steht er bei Aalborg Håndbold unter Vertrag.

### Nationalmannschaft
In der norwegischen Nationalmannschaft debütierte Blonz am 3. Januar 2019 gegen Island. Bei der folgenden Weltmeisterschaft 2019 gewann er mit Norwegen die Silbermedaille und wurde der erste Handballer des Jahrgangs 2000 in einem WM-Finale. Ein Jahr später holte er mit den Skandinaviern bei der Europameisterschaft 2020 die Bronzemedaille. Auch bei der Weltmeisterschaft 2021 und der Weltmeisterschaft 2023 stand er im Aufgebot.

### Erfolge
- mit Elverum Håndball
  - Norwegischer Meister: 2020 und 2021
  - Norwegischer Pokalsieger: 2020

- mit Pick Szeged
  - Ungarischer Meister: 2022

- mit der Nationalmannschaft
  - Weltmeisterschaften: Silber 2019, 6. Platz 2021 und 2023
  - Europameisterschaften: Bronze 2020

## Privates
Alexander Blonz’ Eltern, Vater Franzose und Mutter Norwegerin, lernten sich während des Studiums in Paris kennen. Alexander kam in Clamart auf die Welt, lernte aber erst in der Grundschule Französisch, da zu Hause Norwegisch und Englisch gesprochen wurde. Die Familie zog nach Stavanger, als er noch ein Kind war. Er trägt die Rückennummer 71 zu Ehren seines mit 71 Jahren verstorbenen Großvaters.